# Windsor—Walkerville (circonscription provinciale)
 (signalé en mai 2025).
Si vous disposez d'ouvrages ou d'articles de référence ou si vous connaissez des sites web de qualité traitant du thème abordé ici, merci de compléter l'article en donnant les références utiles à sa vérifiabilité et en les liant à la section « Notes et références ».
- Archive Wikiwix
- Bing
- Cairn
- DuckDuckGo
- E. Universalis
- Gallica
- Google
- G. Books
- G. News
- G. Scholar
- Persée
- Qwant
- (zh) Baidu
- (ru) Yandex
- (wd) trouver des œuvres sur Wikidata

Pour la circonscription fédérale, voir Windsor—Walkerville.
Pour l’article homonyme, voir Windsor.
Circonscription électorale provinciale du Canada
Windsor—Walkerville est une ancienne circonscription provinciale de l'Ontario représentée à l'Assemblée législative de l'Ontario de 1934 à 1999.

## Historique
La circonscription est créée en 1934 à partir d'une division de la circonscription d'Essex-Nord (en). En 1996, la circonscription est fusionnée avec Windsor—Riverside (en) pour former Windsor—St. Clair pour les élections de 1999.

## Députés à l'Assemblée législative de l'Ontario
| Législature | Années    | Député        | Député              | Parti                                 |
| ----------- | --------- | ------------- | ------------------- | ------------------------------------- |
| 19e         | 1934-1937 |               | David Croll (en)    | Libéral                               |
| 20e         | 1937-1943 |               | David Croll (en)    | Libéral                               |
| 21e         | 1943-1945 |               | William Riggs (en)  | Fédération du commonwealth coopératif |
| 22e         | 1945-1948 |               | M. C. Davies (en)   | Progressiste-conservateur             |
| 23e         | 1948-1951 |               | M. C. Davies (en)   | Progressiste-conservateur             |
| 24e         | 1951-1955 |               | M. C. Davies (en)   | Progressiste-conservateur             |
| 25e         | 1955-1959 |               | M. C. Davies (en)   | Progressiste-conservateur             |
| 26e         | 1959-1963 |               | Bernard Newman (en) | Libéral                               |
| 27e         | 1963-1967 |               | Bernard Newman (en) | Libéral                               |
| 28e         | 1967-1971 |               | Bernard Newman (en) | Libéral                               |
| 29e         | 1971-1975 |               | Bernard Newman (en) | Libéral                               |
| 30e         | 1975-1977 |               | Bernard Newman (en) | Libéral                               |
| 31e         | 1977-1981 |               | Bernard Newman (en) | Libéral                               |
| 32e         | 1981-1985 |               | Bernard Newman (en) | Libéral                               |
| 33e         | 1985-1987 |               | Bernard Newman (en) | Libéral                               |
| 34e         | 1987-1990 | Mike Ray (en) |                     | Libéral                               |
| 35e         | 1990-1995 |               | Wayne Lessard (en)  | Néo-démocrate                         |
| 36e         | 1995-1999 |               | Dwight Duncan       | Libéral                               |